# وفيات 2009
قائمة بأبرز وفيات سنة 2009.

|  |

## وفيات يناير
1
- نزار ريان، 50، قيادي في حركة حماس.

2
- الشيخ راشد بن أحمد المعلا، 77، حاكم إمارة أم القيوين في الإمارات العربية المتحدة.

4
- كمال فوزي الشرابي، 85، كاتب سوري

10
- محمود أمين العالم، 87، مفكر مصري.

12
- كلود بيري، 75، مخرج ممثل ومنتج سينمائي فرنسي.

13
- منصور الرحباني، 84، موسيقي لبناني.

15
- سعيد صيام، 50، قيادي في حركة حماس ووزير الداخلية في الحكومة الفلسطينية المقالة.

18
- علي سلطان، 57، ممثل كويتي.

19
- حسين علي محفوظ، 83، عالِم عراقي في اللغات الشرقية.

21
- أحمد الصباحي، 99، سياسي مصري ورئيس حزب الأمة المصري.

## وفيات فبراير
9
- عبد الخالق المختار، 49، ممثل عراقي.
- نجوى عثمان، 55، مؤرخة سورية

16
- ستيفان كيم سو هوان، 86، كاردينال كاثوليكي كوري جنوبي ورئيس أساقفه سيول الشرفي.

18
- الطيب صالح، 80، أديب سوداني.

17
- فريج الهرشاني، 46، مغني كويتي.

## وفيات مارس
1
- باتيستا تاغمي ناواي، 50، قائد جيش غينيا بيساو.

2
- جواو برناردو فييرا، 70، رئيس غينيا بيساو.

4
- سلوى القطريب، 59، مغنية وفنانة مسرحية لبنانية.

6
- بدر القطامي، 66، فنان تشكيلي كويتي.

13
- حسن هويدي، 84، مرشد الإخوان المسلمين في سوريا.

26
- شوقي شامخ، 60، ممثل مصري.

28
- سليم يامادايف، 36، قائد عسكري شيشاني.

29
- موريس جار، 85، موسيقي فرنسي.

30
- ناجي جبر، 69، ممثل سوري.
- محمد نبيه شعار، 68، أديب وشاعر سوري

31
- سلطان الشاعر، 70، ممثل وشاعر إماراتي.

## وفيات أبريل
6
- عبود عبد العال، 84، موسيقي لبناني.

8
- توفيق الشاوي، 91، قانوني مصري وأحد رجال الرعيل الأول من الإخوان المسلمون.

10
- السيد راضي، 74، ممثل ومخرج مصري.

18
- حسن عريبي، 76، مغني وملحن ليبي.

20
- عصام سيسالم، 78، مؤرخ فلسطيني.

27
- هرمز أبونا، 67، مؤرخ عراقي.

## وفيات مايو
1
- خالد أحمد المضف، 79 سنة، وزير ونائب سابق بمجلس الأمة الكويتي.

2
- جاك كمب، 73، سياسي أمريكي ولاعب كرة قدم ومرشح سابق لمنصب نائب الرئيس.

5
- شمس الدين عرابي، 93، وزير خارجية ليبي سابق.

18
- واين ألوين، 62، ممثل أداء صوتي أمريكي إشتهر بأداء شخصية ميكي ماوس.

20
- هلن الخال، 86، رسامة لبنانية.

23
- محمد نصير، 72، رجل أعمال مصري.
- روه مو هيون، 63، رئيس كوريا الجنوبية بالفترة من 2003 إلى 2008.

27
- عمو بابا، 75، لاعب ومدرب كرة قدم عراقي.

30
- جعفر نميري، 79، رئيس السودان من عام 1969 إلى 1985.
- إفرايم كاتسير، 93، رئيس إسرائيل بالفترة من عام 1973 إلى 1979.

## وفيات يونيو
2
- يوسف إبراهيم الغانم، 86، اقتصادي كويتي.

3
- ديفيد كارادين، 72، ممثل أمريكي.

8
- عمر بونجو، 73، رئيس الغابون.

11
- سيدني وليام بيجو، 100، عالم نفس تنموي.

12
- حارث العبيدي، 43، سياسي عراقي ونائب في مجلس النواب العراقي.

13
- فتحي يكن، 76، سياسي وداعية إسلامي لبناني.

15
- النبوي إسماعيل، 84، وزير الداخلية المصري من عام 1977 إلى 1982.

23
- إد ماكماهون، 86، مقدم برامج تلفزيونية أمريكي.

25
- فرح فاوست، 62، ممثلة أمريكية.
- مايكل جاكسون، 50، مغني أمريكي.

27
- جورج حداد، 75، كاتب وشاعر وصحفي أردني.

29
- محمد عبد الجابر، 68، دبلوماسي فلسطيني.

## وفيات يوليو
1
- مروة الشربيني، 32، صيدلانية مصرية.

7
- عايدة أبو نوار، 37، مغنية أردنية.

13
- أمين الحافظ، 83، رئيس وزراء لبنان الأسبق.
- عبد الله بن جبرين، 77، عالم دين سعودي.

17
- محمود فوزي، 51، إعلامي مصري.
- مائير عاميت، 88، قائد عسكري إسرائيلي.

18
- هنري الينغهام، 113، آخر الباقين على قيد الحياة من قدامى المحاربين في الحرب العالمية الأولى.

19
- فرانك ماكورت، 78، كاتب أمريكي.
- هنري سورتيس، 18، سائق فورمولا 2 بريطاني.

30
- مصطفى أبو علي، 69، مخرج سينمائي فلسطيني.

31
- بوبي روبسون، 76، لاعب ومدرب كرة قدم إنجليزي.

## وفيات أغسطس
1
- كورازون أكينو، 76، رئيسة الفلبين السابقة.

2
- شفيق الحوت، 77، سياسي وكاتب فلسطيني.

3
- سمير غوشة، 69، سياسي فلسطيني.

7
- طه محيي الدين معروف، 85، نائب الرئيس العراقي في فترة حكم صدام حسين.
- علي الجندي، 81، شاعر سوري

8
- دانيال خاركي، 26، لاعب كرة قدم إسباني.
- ارام تيغران، 75، مغني وملحن سوري

18
- كيم داي جونج، 83، رئيس كوريا الجنوبية بالفترة من عام 1998 إلى 2003.

25
- إدوارد كنيدي، 77، سيناتور أمريكي.

26
- عبد العزيز الحكيم، 59، رجل دين وسياسي عراقي.
- زياد الرفاعي، 42، ممثل ومدبلج سوري.

28
- محمود عوض، 70، إعلامي مصري.

## وفيات سبتمبر
12
- نورمان بورلوج، 95، مهندس زراعي أمريكي حاصل على جائزة نوبل للسلام عام 1970.
- ردينة معلا، 31، سباحة سورية.

14
- باتريك سويزي، 57، ممثل ومغني وراقص وكاتب أغاني أمريكي.

23
- أرطغرل عثمان، 97، أكبر أحفاد السلطان العثماني عبد الحميد الثاني.

## وفيات أكتوبر
3
- الملكة فاطمة السنوسي، 98، زوجة ملك ليبيا محمد إدريس السنوسي.

4
- مرسيدس سوسا، 74، مغنية أرجنتينية.

10
- محمد السيد سعيد، 59، كاتب ومحلل سياسي مصري.

23
- طلال العيار، 50، نائب ووزير كويتي سابق.
- زبير التركي، 85، رسام ونحات تونسي.
- ناظم الغبرا، 86، طبيب كويتي من أصول فلسطينية.

30
- فرانتيسك فيسلي، 65، لاعب كرة قدم تشيكي.
- كلود ليفي ستروس، 100، عالم اجتماع فرنسي.

31
- مصطفى محمود، 88، مفكر وطبيب وكاتب وأديب مصري.
- أمين هويدي، 88، عسكري وسياسي وكاتب مصري.

## وفيات نوفمبر
8
- فايتلي غينزبورغ، 93، عالم فيزياء روسي حاصل على جائزة نوبل في الفيزياء عام 2003.

10
- روبرت إنكه، 32، حارس مرمى كرة قدم ألماني.

29
- الأميرة فريال، 71، أكبر أبناء ملك مصر السابق فاروق الأول.

## وفيات ديسمبر
2
- إيريك وولفسن، 64، مغني اسكتلندي.

3
- جاسم الصالح، 73، ممثل كويتي.

9
- عثمان جوريو، 93، شاعر ورجل مقاومة مغربي.

12
- مجد الأسد، 43، الشقيق الأصغر للمخلوع بشار الأسد

13
- بول سامويلسون، 94، اقتصادي أمريكي حائز على جائزة نوبل في العلوم الاقتصادية عام 1970.

14
- رفعت جبريل، 81، مدير المخابرات العامة المصرية الأسبق.

16
- عبد الهادي بوطالب، 86، كاتب وسياسي مغربي.

17
- أمين الحافظ، 88، رئيس سوريا الأسبق.

19
- حمد الطيار، 61، مغني سعودي.

20
- حسين علي منتظري، 87، رجل دين إيراني.
- بريتاني ميرفي، 32، ممثلة أمريكية.

22
- محمد الأمير، 39، ممثل كويتي.

24
- رفائيل كالديرا، 93، رئيس فنزويلا الأسبق.

25
- أنيس صايغ، 78، كاتب ومفكر فلسطيني.

28
- الحبيب بورقيبة الابن، 82، سياسي تونسي.

30
- عبد الرحمن وحيد، 69، رئيس إندونيسيا الأسبق.